# 哭悲
《哭悲》（英語：The Sadness）是一部於2021年上映的臺灣恐怖片及臺灣喪屍片， 由賈宥廷執導，朱軒洋、雷嘉納、王自強、邱彥翔、藍葦華、蔡昌憲、黃略耕與陳映如主演。電影於2021年1月22日在臺灣上映。劇情題材取自於美國漫畫《血十字》。

## 剧情
故事发生在台湾，医学专家和政府官员正为艾爾文病毒争论不休，政府拒绝采取大规模措施来防止艾爾文病毒的传播，而台湾的许多人则當做一般流感並不在意。然而，病毒学家翁博士担心，艾爾文病毒有可能变异并导致严重的疾病。
廖俊喆和曾凱婷是一对年轻的恋人，两人住在台北，在骑车去搭捷运的路上，经过一个血腥的杀人现场。俊喆把凱婷特送到车站，然后去了附近的一家早餐店。一个满身是血、眼睛发黑的阿嬷走进店里，向一名食客脸上吐东西，又用热油烫掉店主的半边脸。被她吐东西的人又突然發狂用刀刺死另一名食客。阿嬷追着俊喆到了街上，刚出门就被车撞死，肇事司机也是一个眼睛如昆蟲般近全黑、表情疯狂的人。
俊喆被许多感染者追杀，一路狂奔逃回公寓。期間俊喆给凱婷发讯息，让她留在原地，自己会去救她。邻居林桑突然闯入，用園藝剪刀剪掉了俊喆的两个手指，並性情大變說著不堪入耳的言語，俊喆把林桑打晕后逃脱。
与此同时，凱婷搭乘的捷运上出现感染者，突然用刀隨機刺杀乘客，血水噴發間其他人開始快速被感染。有一个性骚扰凱婷的大叔也被感染了，他用雨伞刺瞎了女乘客沈莉欣的一只眼睛。就在感染者大肆屠杀之时，凱婷带着沈莉欣逃出捷运，大叔提着一把消防斧在后面追赶。
凱婷和沈莉欣来到台大醫院，医院里挤满了被感染者伤害的人。这时，中华民国總統謝國仁从國防部指揮中心透过电视播送了一条紧急消息，向全国军民同胞保证能控制住局势。演讲完毕后，旁边的将军病情发作，用手榴弹炸死了总统。医院的病人开始惊慌失措，凱婷发现大叔站在医院门口，悄悄逃进了楼梯间。大叔用斧头砍死站在门口的警察后闯入，旁邊女警反應不及被感染者撲倒，制服上衣被扯開，她驚恐地看著倒地的同事並尖叫。之後大叔强行和沈莉欣眼交，造成沈莉欣感染性情大變。
俊喆逃到城郊，沿途看到感染者施虐，他試著救助並扶起被虐者但發現其也是感染者。逃離後俊喆終於联系上了凱婷，凱婷把自己的位置告诉了他。谈话间，俊喆看到水里浮着一颗假人头，出现了幻觉，表明俊喆已经被感染了。
大叔在医院追上凱婷，凱婷抄起一罐灭火器向他喷去，又用灭火器把他的头砸碎。这时，旁边婦產科病房的门打开了，门里面是病毒學主任翁博士。翁博士说他一直想找到艾爾文病毒的治疗方法，这种病毒會連結、控制攻擊行為的腦區跟控制食慾跟性慾的腦區。翁博士还说，被感染者之所以流泪，是因为他們內心強烈的罪惡感，他們完全知道自己在做的事情，但却克制不了這種慾望，就好比无法抵制想要眨眼的冲动。凱婷在垃圾桶里发现一个被感染的婴儿，意识到大事不妙，翁博士马上给她注射了濃縮的病毒液，测试她是否具有免疫力。翁博士承认自己曾对被遗弃在病房里的婴儿进行过类似的测试，但婴儿无一例外都被感染了，活着的这个可能是因为體力比較好。如果凱婷被感染了，他就杀了她；如果没有，那么她的血液就可以用來製造疫苗。
凱婷暗地用手机把自己的位置发送给趕到医院的俊喆。翁博士最终发现凱婷对病毒确实有免疫力，便叫来一架军用直升机，打算把她带到一个安全的地方。翁博士警告凱婷，沒有他，她也上不去直升机。翁博士和凱婷在去楼顶停机坪的路上，遭到两名感染者袭击。翁博士开枪把他们都打死了，但自己也被感染了。俊喆随后赶到，杀死了翁博士。翁博士在死前竟雙眼全黑地承认殺掉那些婴儿自己感觉超爽。
凱婷意识到俊喆已经被感染了，便将他锁在通往停机坪的楼梯间外。俊喆告诉凱婷，被感染的感觉很快乐，他很爱她，然後想虐待她、杀害她。俊喆看着凱婷絕望转身步入通往停机坪的门。听到门外枪声大作，俊喆发出邪魅一笑，似乎漸漸失去了生命跡象。

## 演員
- 朱軒洋 飾 廖俊喆（SOHO族）
- 雷嘉汭 飾 曾凱婷（俊喆的女友）
- 王自強 飾 陳嘉明（捷運乘客）
- 陳映如 飾 沈莉欣（捷運乘客）
- 邱彥翔 飾 林桑（俊喆和凱婷隔壁鄰居，喜好園藝）
- 藍葦華 飾 翁彰良（國立台灣大學醫院病毒學主任、博士）
- 蔡岸龍 飾 謝國仁（中華民國總統）
- 劉昌翰 飾 將軍 國防部長
- 蔡昌憲 飾 劉宇倫（主持人）
- 黃略耕 飾 楊博文（保全）
- 蔡承邑 飾 早餐店老闆
- 周之民 飾 老婦人
- 吳沛修 飾 地鐵壯漢
- 鄭永岳 飾 捷運墨鏡男
- 黃予婕 飾 女警

## 分級
| 國家/地區 | 分級     |
| 台灣      | 限制级   |
| 馬來西亞  | 18       |
| 香港      | III級    |
| 新加坡    | M18      |
| 日本      | R18+     |
| 韩国      | 18       |
| 泰国      | 18禁     |
| 越南      | T18      |
| 美国      | R级      |
| 德国      | 18成人级 |
| 法国      | 18       |

## 獎項
| 頒獎典禮              | 獎項               | 名單   | 結果 |
| --------------------- | ------------------ | ------ | ---- |
| 第3屆台灣影評人協會獎 | 最佳導演           | 賈宥廷 | 提名 |
| 第3屆台灣影評人協會獎 | 最佳男演員         | 王自強 | 提名 |
| 第3屆台灣影評人協會獎 | 特別表揚－特殊化妝 | 張甫丞 | 獲獎 |

## 外部連結
- 哭悲的Instagram帳戶
- 開眼電影網上《哭悲》的資料（繁體中文）
- 台灣電影網上《哭悲》的資料（繁體中文）
- 互联网电影数据库（IMDb）上《哭悲》的资料（英文）